# Matiašovce
Matiašovce (allemand : Matzhaus ) est un village de Slovaquie situé dans la région de Prešov.

## Histoire
Première mention écrite du village en 1326.

## Démographie

### Évolution de la population
| Année:               | 1994. | 2004.   | 2014.   | 2024.   |
| -------------------- | ----- | ------- | ------- | ------- |
| Nombre de personnes: | 747   | 781     | 789     | 851     |
| Différence:          |       | +4,55 % | +1,02 % | +7,85 % |

| Année:               | 2023. | 2024.   |
| -------------------- | ----- | ------- |
| Nombre de personnes: | 832   | 851     |
| Différence:          |       | +2,28 % |